# زونجولي
زونجولي، (بالإنجليزية: Zungoli)‏، هي بلدة و(بلدية) في محافظة أفيلينو، كامبانيا، جنوب إيطاليا، على بعد حوالي 58 كم (36 ميل) من بلدة أفيلينو.

## السكان
في سنة 1861 بلغ عدد السكان 2٬304 نسمة، وتطور العدد ليصل في سنة 2011 لـ 1٬197 نسمة.
يظهر هذا المخطط البياني تطور النمو السكاني لـ زونجولي